# جون سايمور
جون سايمور (24 أغسطس 1881 في المملكة المتحدة - 1 ديسمبر 1967 في المملكة المتحدة) (بالإنجليزية: John Seymour)‏ هو لاعب كريكت بريطاني (وحمل سابقاً جنسية المملكة المتحدة لبريطانيا العظمى وأيرلندا). لعب مع نادي مقاطعة نورثامبتونشير للكريكت ‏.